# Blåticka
Blåticka (Postia caesia) är en svampart som först beskrevs av Heinrich Adolph Schrader, och fick sitt nu gällande namn av Petter Adolf Karsten 1881. Blåticka ingår i släktet Postia och familjen Fomitopsidaceae.  Arten är reproducerande i Sverige. Inga underarter finns listade i Catalogue of Life.
Blåticka växer på döda barrträd och virke och ger upphov till brunröta. Den känns igen på sitt blånande fruktkött.